# Alimena
Alimena (sicilià Alimena) és un municipi italià, dins de la ciutat metropolitana de Palerm. L'any 2007 tenia 2.494 habitants. Limita amb els municipis de Blufi, Bompietro, Gangi, Petralia Soprana, Petralia Sottana, Resuttano (CL), Santa Caterina Villarmosa (CL) i Villarosa (EN).

## Administració
| Període | Identitat         | Partit        |
| ------- | ----------------- | ------------- |
| 2004-   | Giuseppe Scrivano | Llista cívica |

## Galeria d'imatges

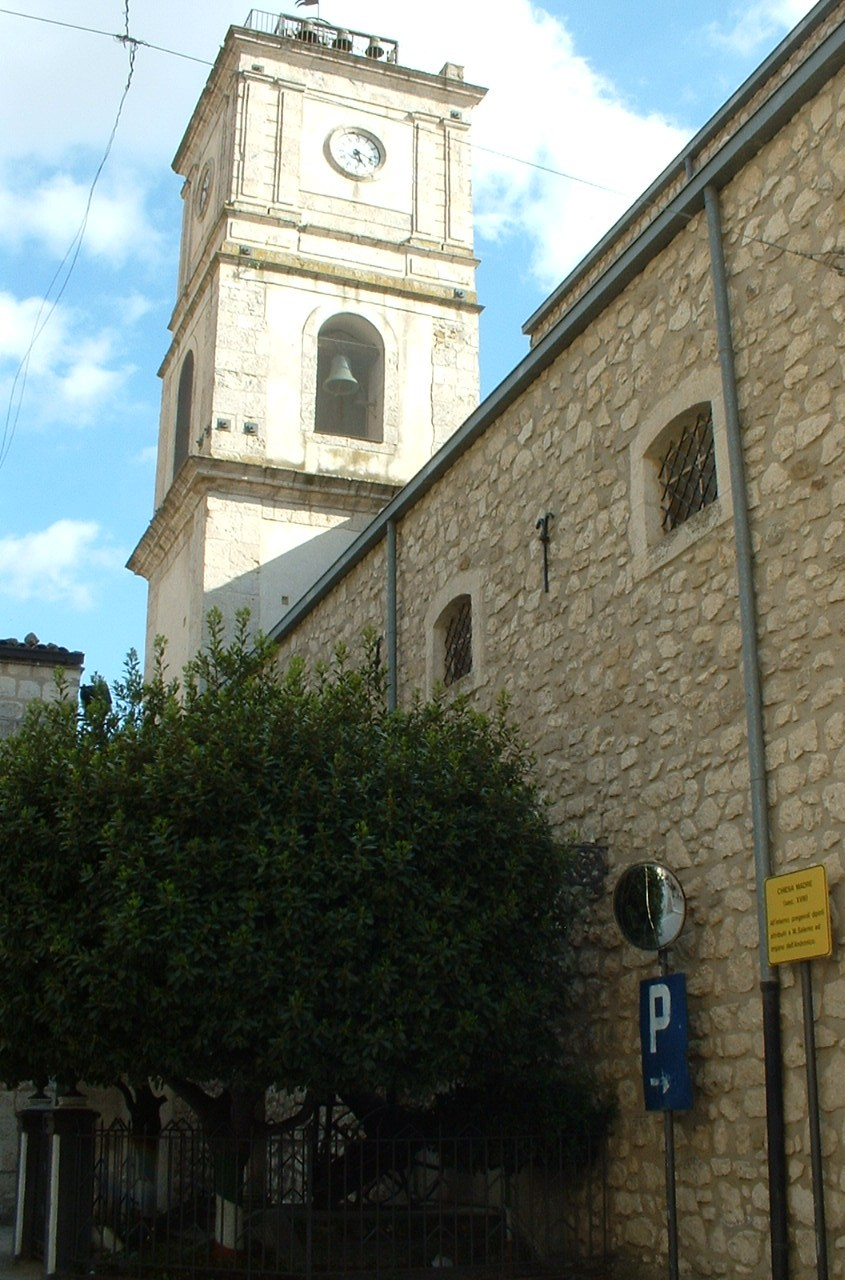
Campanar de l'església
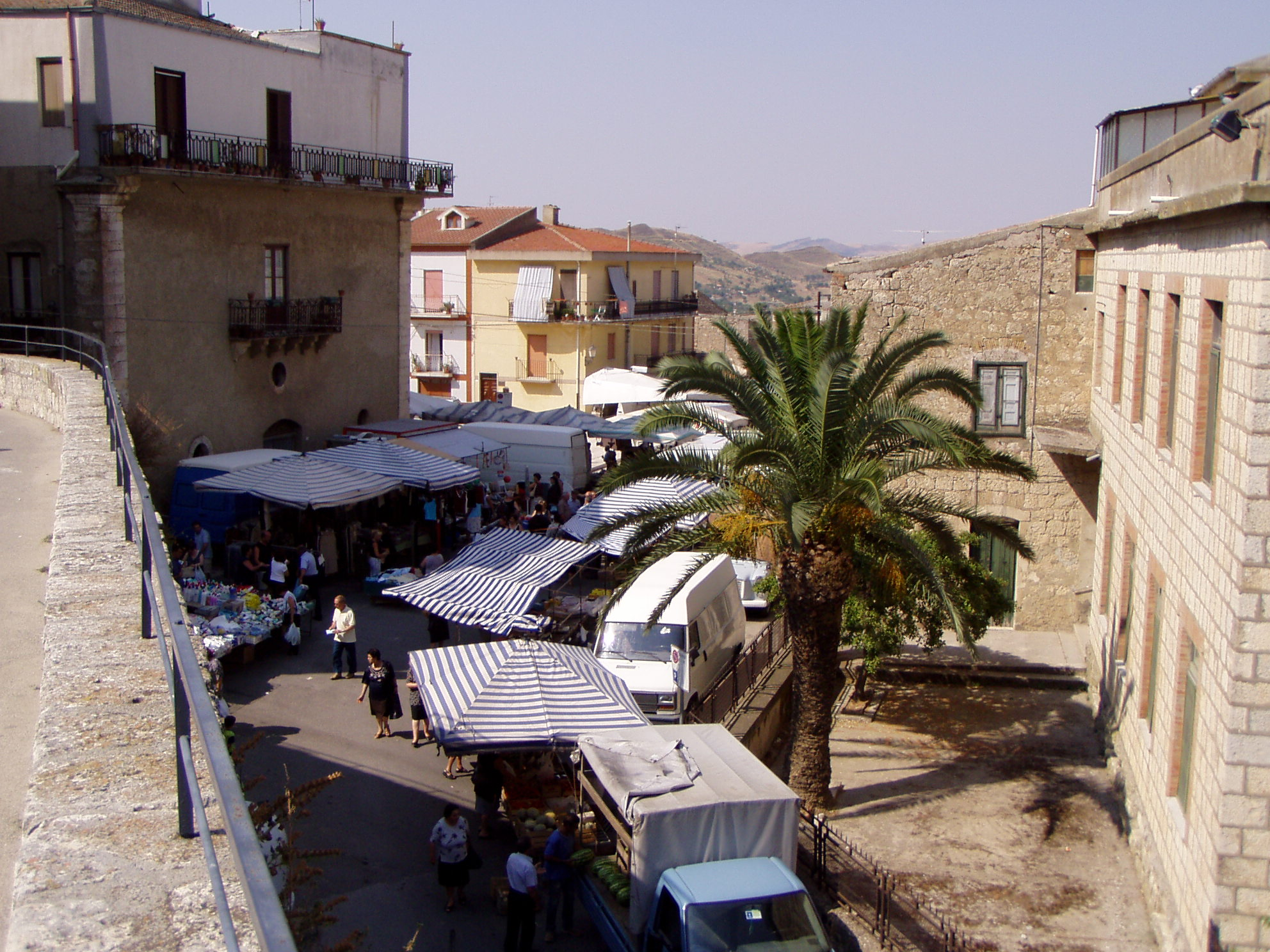
Mercat
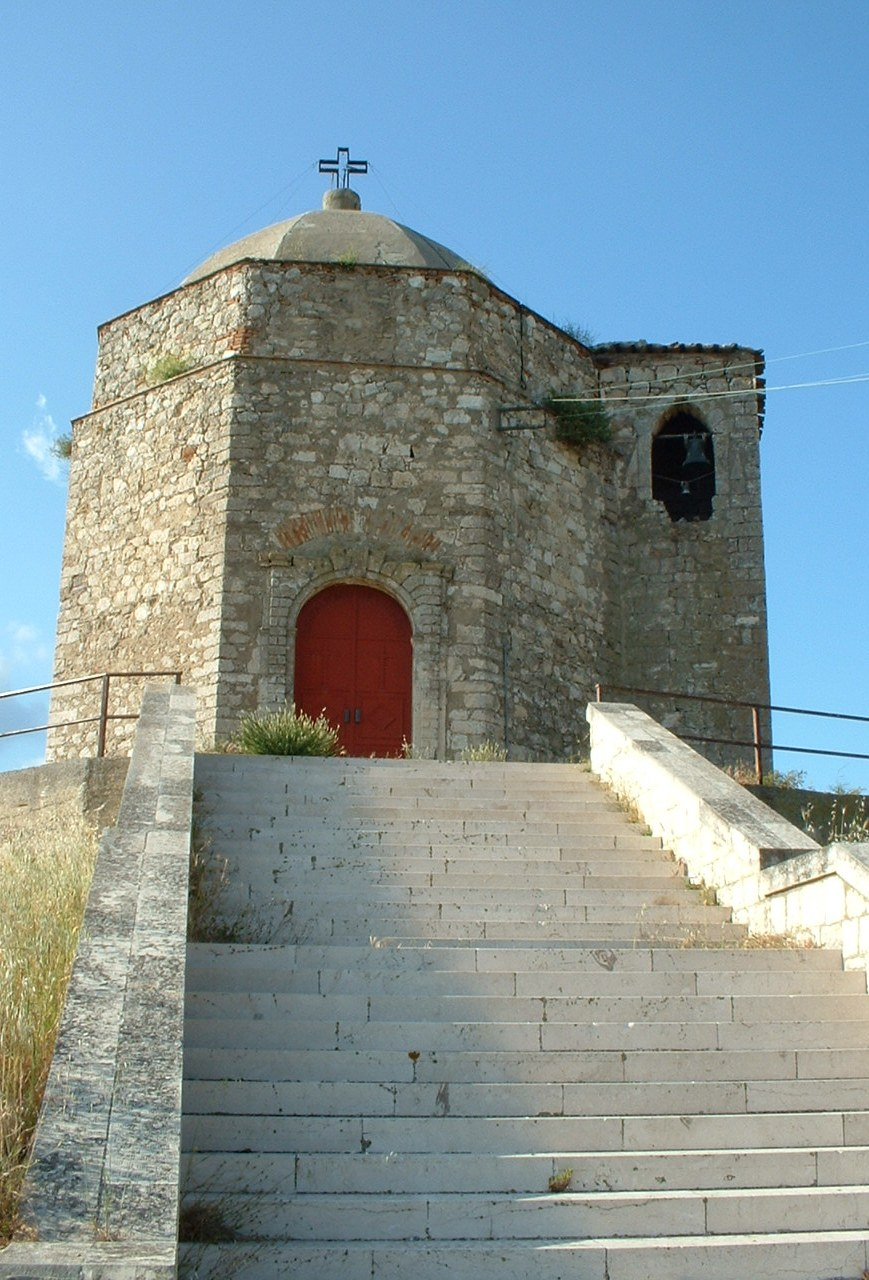
Església de San Alfonso